# 藤生站
藤生站（日语：／ Fujū eki */?）是位於山口縣岩國市藤生町一丁目，西日本旅客鐵道（JR西日本）山陽本線的車站。
此站至下關站之間各站不可使用ICOCA。在2022年春季，此站至德山站之間預計可以使用ICOCA。

## 歷史
- 1897年（明治30年）9月25日 - 山陽鐵道 廣島站至德山站之間開業，此站啟用。為旅客、貨運車站。
- 1906年（明治39年）12月1日 - 山陽鐵道國有化（日语：鉄道国有法），成為官設鐵道車站。
- 1909年（明治42年）10月12日 - 制定路線名稱。成為山陽本線車站。
- 1934年（昭和9年）12月1日 - 現時岩德線，麻里布站（現時為岩國站）至周防高森站至櫛濱站之間全線開通，編入為山陽本線。而本來山陽本線麻里布站至柳井站至櫛濱站之間成為柳井線，此站也同時成為柳井線車站。
- 1944年（昭和19年）10月11日 - 柳井線全線成為雙線鐵路，再次編入為山陽本線。使此站再次成為山陽本線車站。而1934年編入成為山陽本線區間均名為岩德線。
- 1961年（昭和36年）10月1日 - 終止貨物起卸業務。
- 1964年（昭和39年）7月25日 - 包含此站在內，山陽本線橫川站至小郡站（現時為新山口站）直流電氣化（同時全線電氣化）。
- 1987年（昭和62年）4月1日 - 伴隨國鐵分割民營化，車站由西日本旅客鐵道（JR西日本）營運。
- 1994年（平成6年）12月3日 - 車站業務由中國交通事業株式會社（現時：JR西日本廣島MAINTEC）（日语：JR西日本広島メンテック）負責，成為業務委託車站。
- 2004年（平成16年）10月 - 櫃臺營業時間變更，只於平日服務。以及引入中途暫停營業時段。
- 2018年（平成30年）
  - 7月6日 - 發生2018年7月西日本豪雨使車站暫停服務。
  - 7月16日 - 岩國站至柳井站之間重開。

## 車站構造
車站是一座地面車站，設有2面2線的相對式月台，兩月台之間設有跨線橋互相連接。上下行線之間設有沒有月台的中線，該中線沒有架空電纜，只有維護路軌車輛停泊。
此站由德山地域鐵道部管理，並由JR西日本廣島MAINTEC負責車站業務，為業務委託車站，在星期六及假日為無人車站。

### 月台
| 月台         | 路線      | 上下行 | 方向           |
| ------------ | --------- | ------ | -------------- |
| 車站大樓一方 | ■山陽本線 | 下行   | 柳井、德山方向 |
| 車站大樓對面 | ■山陽本線 | 上行   | 岩國、廣島方向 |

- 在旅客資訊上沒有設定月台編號。

## 使用狀況
以下為近年1日平均乘車人次列表：
| 乘車人次變化 | 乘車人次變化    |
| 年度         | 1日平均乘車人次 |
| ------------ | --------------- |
| 1999         | 973             |
| 2000         | 936             |
| 2001         | 907             |
| 2002         | 893             |
| 2003         | 919             |
| 2004         | 883             |
| 2005         | 873             |
| 2006         | 812             |
| 2007         | 792             |
| 2008         | 750             |
| 2009         | 768             |
| 2010         | 734             |
| 2011         | 717             |
| 2012         | 698             |
| 2013         | 586             |
| 2014         | 564             |
| 2015         | 586             |
| 2016         | 586             |
| 2017         | 557             |
| 2018         | 510             |

## 車站周邊
- 岩國藤生郵局
- 岩國火力發電廠
- 山口縣立岩國綜合高等學校（日语：山口県立岩国総合高等学校）
- 岩國市立灘中學（日语：岩国市立灘中学校）
- 岩國市立灘小學
- 國立醫院機構岩國醫療中心（日语：国立病院機構岩国医療センター）
- 國道188號（日语：国道188号）

## 巴士路線
距離車站出入口約50米設有岩國巴士藤生站巴士站。該巴士站在國道188號上。
主要巴士路線
- 南岩國站、岩國站方向
- 錦帶橋方向
- 通津站方向（部分直通至由宇站)
- 國立醫院機構岩國醫療中心（日语：国立病院機構岩国医療センター）方向

## 相鄰車站
西日本旅客鐵道
■山陽本線
南岩國－藤生－通津

## 注腳
1. ↑  .   [2020-03-28]. （原始内容存档于2020-04-23）.
2. ↑  山口縣統計年鑑

## 外部連結
- 藤生｜車站資訊：JR出門網 - 西日本旅客鐵道
- 岩國市交通局（岩國市營巴士）